# ヤーク・マエ
ヤーク・マエ（Jaak Mae、1972年2月25日 - ）は、エストニアのクロスカントリースキー選手。2002年のソルトレイクシティオリンピックのクロスカントリースキー15kmクラシックで銅メダルを獲得した。彼はまた2003年にイタリアのヴァル・ディ・フィエンメで行われたノルディックスキー世界選手権の15kmで銀メダルを獲得している。

## 主な記録
- 1994年 リレハンメルオリンピック 30kmクラシック59位、10kmクラシック35位、15km複合40位
- 1995年 ノルディックスキー世界選手権サンダーベイ大会 30kmクラシック55位、50kmフリー57位
- 1997年 ノルディックスキー世界選手権トロンハイム大会 1okmクラシック34位、25km複合33位、30kmクラシック31位
- 1998年 長野オリンピック 30kmクラシック11位、10kmクラシック6位、25km複合40位
- 1999年 ノルディックスキー世界選手権ラムソー大会 10kmクラシック7位、25km複合5位、50kmクラシック18位
- 2001年 ノルディックスキー世界選手権ラハティ大会 15kmクラシック10位、25km複合12位、30kmクラシック27位
- 2002年 ソルトレイクシティオリンピック 15kmクラシック3位、20km複合8位、団体9位
- 2003年 ノルディックスキー世界選手権ヴァル・ディ・フィエンメ大会 15kmクラシック2位、20km複合10位、団体8位
- 2005年 ノルディックスキー世界選手権オーベルストドルフ大会 30km複合29位、団体9位、50kmクラシック32位
- 2006年 トリノオリンピック 15kmクラシック5位
- 2007年ノルディックスキー世界選手権札幌大会 15kmクラシック68位、50kmクラシック8位